# Edgar Gärtner
Edgar Ludwig Gärtner (* 29. Juli 1949 in Magdlos) ist ein deutscher Journalist, Klimaleugner und Sachbuchautor. In Deutschland und in Südfrankreich arbeitet er als Ghostwriter und Strategieberater.

## Leben
Aufgewachsen in einem katholischen Internat wurde er vertraut mit der Orthogenese des Jesuiten Teilhard de Chardin. Nach einer Elektrolehre studierte er Hydrobiologie und Politikwissenschaften an der Johann Wolfgang Goethe-Universität Frankfurt am Main und der Universität Aix-Marseille, Frankreich und schloss das Studium mit dem Diplôme d’études approfondies in Angewandter Ökologie (Ecologie appliquée) ab.
In den 1980er Jahren war er für das Wissenschaftsmagazin Science & Vie tätig. Es folgten Forschungs- und Lehraufträge an der Westfälischen Wilhelms-Universität und an der Gesamthochschule Kassel. Von 1989 bis 1993 war er verantwortlicher Redakteur des von Jürgen Räuschel gegründeten ökologischen Wirtschaftsinformationsdienstes Ökologische Briefe in Frankfurt am Main, danach bis 1996 Chefredakteur des WWF-Journals. Seither ist er als selbständiger Redakteur und Berater besonders auf den Gebieten Risikobewertung und Nachhaltigkeit für die Chemische Industrie, Verbände und Fachzeitschriften in Deutschland und in der Schweiz tätig. Von 2005 bis Ende 2007 leitete er zudem das Umweltforum des Thinktanks Centre for the New Europe (CNE) in Brüssel. Er ist als Journalist für verschiedene Zeitungen tätig und bloggt zudem bei eigentümlich frei. Des Weiteren ist er Mitglied des Vereins Deutsche Sprache und der Friedrich A. von Hayek-Gesellschaft.

## Positionen
Gärtner ist ein Klimawandelleugner. Er bezeichnete Klimapolitik als „neue Form des Klassenkampfes von oben“ und sitzt im sog. Fachbeirat der Klimaleugnerorganisation EIKE. Er hält die globale Erwärmung für positiv und bezweifelt, dass der Mensch für sie verantwortlich ist. Den Weltklimarat IPCC sieht er als Instrument der „Gleichschaltung“, in das Personen von Regierungen entsandt und auch wieder abberufen würden, und in dem Lobbygruppen die Richtung vorgeben. Er behauptet, dass Debatten von „ganz oben abgeblockt“ würden, dass die „Großfinanz“ Debatten über den Klimawandel unterbinde, dass ein unterbewusst suizidaler Trieb die Menschen auf die Straße treibe und dass Europa schon demnächst zur Kolonie Chinas werde. Die Klimaschutzaktivistin Greta Thunberg bezeichnet er als „ein armes Mädel“, das von der Politik und den Eltern missbraucht werde. Zudem stecke hinter der Klimaschutzpolitik eine Lobbypolitik, durch die die deutsche Autoindustrie und damit Arbeitsplätze vernichtet würden.
Auf seinem eigenen Internetauftritt empfiehlt er Webseiten aus dem Kreis von Verschwörungsideologen wie z. B. den Kopp Verlag oder Wahrheiten.org, wo unter anderem Artikel über die ‚BRD-Lüge‘, die ‚9/11-Lüge‘ und die ‚Evolutionslüge‘ zu finden sind, sowie aus dem rechten Spektrum wie Politically Incorrect.

## Veröffentlichungen
- mit Jörg Goldberg: Wachstumsdiskussion und Umweltkrise. Pahl-Rugenstein, Köln 1974, ISBN 3-7609-0135-2.
- Arbeiterklasse und Ökologie. Verlag Marxistische Blätter, Frankfurt am Main 1979, ISBN 3-88012-589-9.
- mit André Leisewitz (Red.): Ökologie – Naturaneignung und Naturtheorie. Pahl-Rugenstein, Köln 1984, ISBN 3-7609-0932-9.
- Waldsterben und Umweltpolitik in der Bundesrepublik. Institut für Marxistische Studien und Forschungen, Frankfurt am Main 1984.
- Gewerkschaften und Ökologie. Nachrichten-Verlags-Gesellschaft, Frankfurt 1985, ISBN 3-88367-058-8.
- Der Düsseldorfer Flughafenbrand. Eine Dokumentation in Fragen und Zitaten. Arbeitsgemeinschaft PVC und Umwelt, Bonn 1997.
- Vorsorge oder Willkür? Kunststoff-Weichmacher im politischen Kreuzfeuer. Deutscher Instituts-Verlag, Köln 2006, ISBN 3-602-14722-3.
- Öko-Nihilismus. Eine Kritik der politischen Ökologie. TvR Medienverlag, Jena 2007, ISBN 978-3-00-020598-9.
- Öko-Nihilismus 2012. Selbstmord in Grün. TvR Medienverlag, Jena 2012, ISBN 978-3-940431-31-8.